# Beskoudnikovski
 (juin 2024).
Si vous disposez d'ouvrages ou d'articles de référence ou si vous connaissez des sites web de qualité traitant du thème abordé ici, merci de compléter l'article en donnant les références utiles à sa vérifiabilité et en les liant à la section « Notes et références ».
Beskoudnikovski (Бескудниковский Район) est un district municipal de la ville de Moscou, capitale de la Russie, dépendant du district administratif nord.